# علم الفلك البابلي

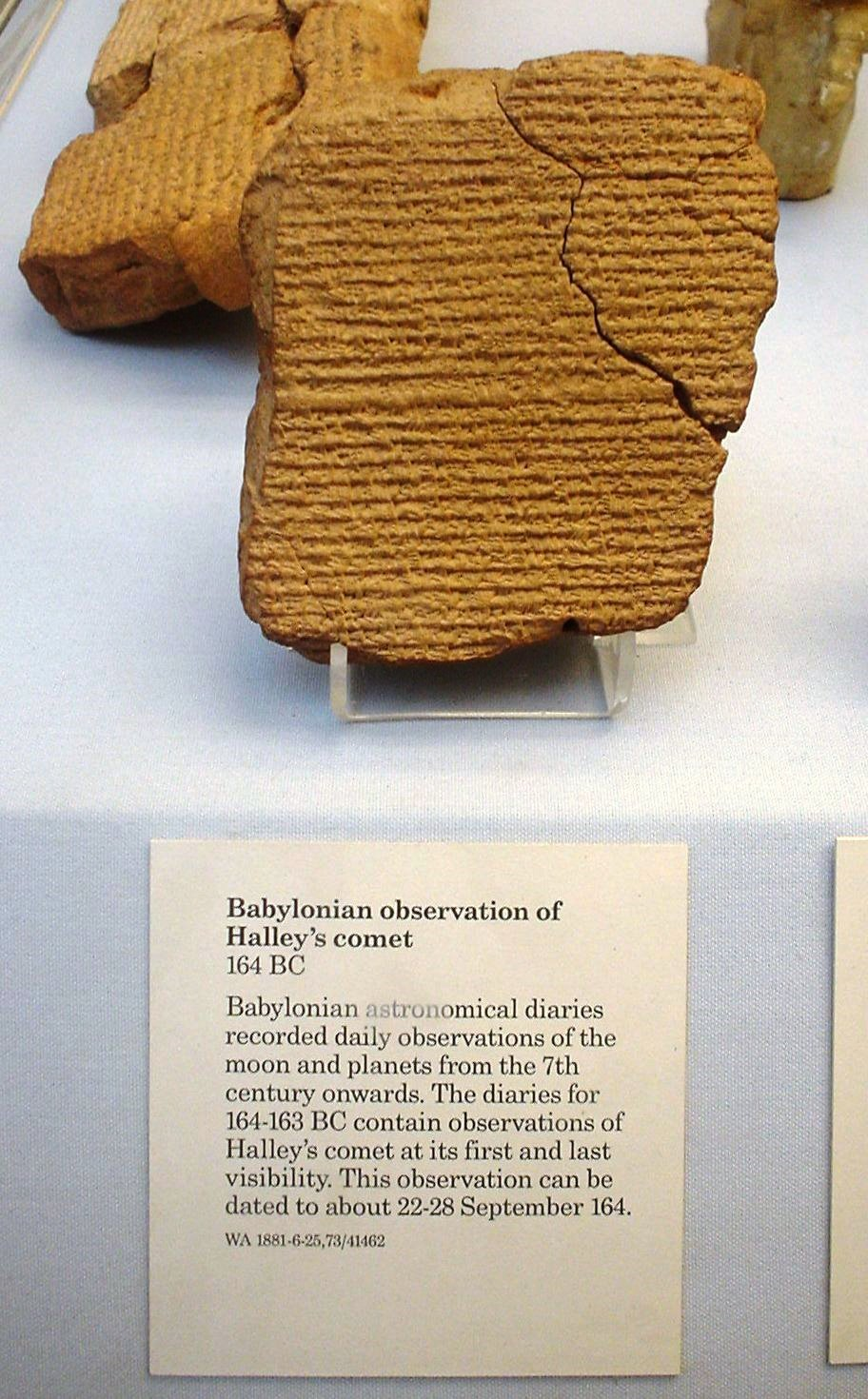
لوح بابلي يسجل مرور مذنب هالي، 164 ق.م.

علم الفلك البابلي (بالإنجليزية: Babylonian Astronomy)، هو دراسة وتسجيل الأجرام الفلكية خلال العصور المبكرة لبلاد الرافدين. تظهر هذه السجلات منقوشةً بالكتابة المسمارية بألواح الطين السومرية، لتاريخ يرجع إلى الفترة بين 3500 إلى 3200 عام قبل الميلاد.
يهتم علم الفلك البابلي بالتركيز على مجموعة من النجوم والكوكبات النجمية التي تُعرف باسم «نجوم زيقبو». جُمّعت هذه الكوكبات من مصادر مختلفة مبكرة. يذكر أقدم فهارس النجوم المُسمى بـ«ثلاثة نجوم لكل منها» نجومًا في الإمبراطورية الأكدية، ومملكة أمورو، وحضارة عيلام وغيرها.
استُخدم نظام عد خاص قائم على الرقم 60، والمعروف بنظام العد الستيني. بسط هذا النظام طرق حساب وتسجيل الأرقام الكبيرة والصغيرة. ويمكن أن نعتبر السومريين أول من بدأوا الأنظمة الستينية المستخدمة حتى عصرنا هذا مثل تقسيم الدائرة إلى 360 درجة، وكل درجة تُقسم إلى 60 دقيقة.
طور السومريون نهجًا تجريبيًا لعلم الفلك، في الفترة بين القرن الثامن إلى القرن السابع قبل الميلاد. وبدأوا بدراسة وتسجيل فلسفاتهم واعتقاداتهم الخاصة بطبيعة الكون المجردة واستحدثوا منطقًا داخليًا خاصًا بهم من خلال الأنظمة الكوكبية التي كانوا يتنبؤون بها. اعتُبر هذا إسهامًا مهمًا في علم الفلك وفلسفة العلوم، ووصف بعض العلماء المعاصرين هذا النهج الجديد بأنه أول ثورة علمية. \
بقيت قطع صغيرة من آثار علم الفلك البابلي حتى عصرنا هذا، وهي عبارة عن بعض الألواح الطينية الحديثة الكبيرة التي تحتوي على المفكرات الفلكية البابلية، والتقويم الفلكي، والنصوص الإجرائية، ولهذا معرفتنا بنظرية الكواكب البابلية محدودة للغاية. ومع ذلك، تُظهر هذه القطع الأثرية الصغيرة الباقية أن علم الفلك البابلي كان أول محاولة ناجحة لوضع وصف رياضي دقيق للظواهر الفلكية. وكل العلوم المشتقة من علم الفلك في العصر الهلنستي، والهند، والعصر الإسلامي، والغرب كانت معتمدةً على علم الفلك البابلي بشكل أساسي.
ترجع أصول علم الفلك الغربي إلى بلاد الرافدين، وتعتبر كل الجهود الغربية في العلوم الدقيقة وليدةً لجهود علماء الفلك البابليين. وصلتنا المعلومات التي نعرفها عن علم الفلك السومري بشكل غير مباشر، من خلال فهارس النجوم البابلية القديمة التي يعود تاريخها إلى 1200 عام قبل الميلاد. ويشير ظهور أسامي النجوم باللغة السومرية لاستمرار هذا العلم حتى بدايات العصر البرونزي.

## علم الفلك البابلي القديم
استمرت ممارسة علم الفلك البابلي خلال فترة السلالة البابلية الأولى (1830 عام قبل الميلاد) وبعدها إلى ما قبل الإمبراطورية البابلية الحديثة (626 عام قبل الميلاد). كان البابليون أول من أدركوا حقيقة حدوث الظواهر الفلكية بشكل دوري، وطبقوا الرياضيات على تنبؤاتهم بهذه الظواهر. توثق الألواح التي تعود إلى الفترة البابلية القديمة حقيقة تطبيق الرياضيات على اختلاف طول النهار خلال السنة الشمسية. دُوِّنت ملاحظات البابليين للظواهر الفلكية عبر قرون في مجموعة من الألواح بالكتابة المسمارية، وتعرف هذه الألواح باسم «إنوما أنو إنليل»، وأقدم نص فلكي نملكه الآن مُدون على اللوح رقم 63 من ألواح «إنوما أنو إنليل»، ولوح «فينوس لأمي صادوقا»، والذي يسرد أول ظهور وآخر ظهور أثناء رصد كوكب الزهرة على مدار 21 عامًا.
عُثر على أثر سُمي بالمنشور العاجي وسط الآثار الموجودة بـ«نينوى». ظُن في البداية أنه يشرح قواعد لعبة ما، ولكن بعد فك شفرة رموزه، اتضح أنه كان يضم نظام تحويل للوحدات المستخدمة في حسابات حركة الأجرام الفلكية والكوكبات.
طور علماء الفلك البابليون نظام أبراج فلكية. وُضعت هذه الأبراج عن طريق تقسيم السماء إلى ثلاث مجموعات مكونة من ثلاثين درجة بالإضافة إلى الكوكبات الموجودة بكل مجموعة.
يحتوي مول.أبين على فهارس للنجوم والأبراج بالإضافة إلى مخططات للتنبؤ بطلوع الشمس وأوضاع الكواكب وأطوال النهار كما تقاس بالساعة المائية والمقياس والظلال والفترات البينية. يُرتِّب نص حي يو البابلي النجوم في ”سلاسل“ تقع على طول دوائر الانحراف، وبالتالي يقيسون بذلك المطالع اليمنى أو الفواصل الزمنية، ويستخدم أيضاً نجوم الأوج، التي تفصل بينها أيضاً فروق معينة في المطالع اليمنى.

## علم الفلك البابلي الحديث
هوعلم فلك طوره علماء الفلك الكلدانيون خلال فترات من تاريخ بلاد الرافدين تشمل: الإمبراطورية البابلية الحديثة، وآشور الأخمينية، والدولة السلوقية (السلوقيين)، ومملكة فارثيا. ازدادت معدلات وكفاءة الرصد الفلكي بشكل ملحوظ خلال فترة حكم «نبوناصر» التي استمرت بين عام 747 قبل الميلاد إلى عام 734 قبل الميلاد. اكتشف البابليون «دورة ساروس» لخسوف القمر التي تتكرر كل 18 عامًا عن طريق تسجيل الظواهر المشؤؤمة وفقًا لثقافاتهم في المفكرات الفلكية البابلية التي بدأت في هذا الوقت. حدد عالم الفلك المصري الإغريقي «بطليموس» فترة حكم «نبوناصر» باعتبارها بدايةً لعصر فريد، إذ شعر أن أقدم الملاحظات الفلكية المهمة بدأت خلال هذه الحقبة.